# تشارلز كانتور
تشارلز كانتور (بالإنجليزية: Charles Cantor)‏ هو عالم وراثة أمريكي، ولد في 26 أغسطس 1942 في بروكلين في الولايات المتحدة.